# Richmond (Texas)
Richmond település az Amerikai Egyesült Államok Texas államában, Fort Bend megyében, melynek megyeszékhelye is. Lakosainak száma 11 627 fő (2020. április 1.).

## Népesség
A település népességének változása:

| 2010 | 11 679 |
| 2020 | 11 627 |